# Vụ nổ Beirut 2020
Vào chiều ngày 4 tháng 8 năm 2020, hai vụ nổ xảy ra tại bến cảng của thành phố Beirut, thủ đô nước Cộng hòa Liban. Vụ nổ thứ hai rất mạnh đã khiến ít nhất 207 người chết, số người bị thương tích không tử vong: 7500+, tổng thiệt hại từ 10 –15 tỷ USD, và ước tính hơn 300.000 người mất nhà cửa. Nguyên nhân của vụ nổ được cho là 2.750 tấn amoni nitrat, tương đương với 1,2 kilô tấn TNT (5,0 TJ), bị nhà nước tịch thu từ con tàu bỏ hoang MV Rhosus và được cất giữ tại cảng suốt sáu năm mà không có biện pháp phòng ngừa nào.
Vụ nổ được ghi nhận bởi Cục Khảo sát Địa chất Hoa Kỳ là một địa chấn mạnh 3.3 độ Richter, và được cảm nhận ở Thổ Nhĩ Kỳ, Syria, Israel, một số nơi ở châu Âu; và được nghe thấy ở Cộng hòa Síp cách đó hơn 250 km (160 mi). Đây được coi là một trong những vụ nổ phi hạt nhân lớn nhất trong lịch sử.
Chính phủ Liban ban bố tình trạng khẩn cấp kéo dài hai tuần nhằm ứng phó với thảm họa. Sau vụ nổ, biểu tình nổ ra khắp Liban chống đối chính phủ trước sự thiếu trách nhiệm dẫn đến vụ nổ, nối tiếp chuỗi biểu tình kéo dài ở nước này từ 2019. Ngày 10 tháng 8 năm 2020, nội các Liban và Thủ tướng Hassan Diab từ chức do sức ép chính trị càng lớn sau vụ việc.

## Bối cảnh
Nền kinh tế của Liban vốn đang chìm trong khủng hoảng trước khi vụ nổ diễn ra, khi mà chính phủ không thể trả nợ, đồng bảng Liban giảm sút và tỉ lệ hộ nghèo hơn 50%. Thêm vào đó, đại dịch COVID-19 đã làm quá tải nhiều bệnh viện của nước này, một số còn thiếu vật tư y tế và không thể trả lương cho nhân viên do cuộc khủng hoảng tài chính. Buổi sáng ngày 4 tháng 8, ngày diễn ra vụ nổ, người đứng đầu bệnh viện công chính của Liban chữa trị cho bệnh nhân COVID-19 đang dần đạt công suất tối đa.
Cảng Beirut do nhà nước sở hữu đóng vai trò là tuyến đường hàng hải chính vào Liban và là một phần thiết yếu của cơ sở hạ tầng để nhập khẩu hàng hóa khan hiếm. Cảng Beirut gồm bốn nơi neo đậu, 16 khu bến cảng, 12 nhà kho, và một silo hạt là kho dự trữ lúa mì chiến lược của quốc gia. Căn cứ Hải quân Beirut cũng là một phần của cảng này.

### MVRhosus
Ngày 27 tháng 9 năm 2013, con tàu chở hàng MV Rhosus mang cờ Moldova, thuộc sở hữu của doanh nhân người Nga tại Cộng hòa Síp Igor Grechushkin, ra khơi từ Batumi, Georgia, đến Beira, Mozambique, mang theo 2.750 tấn phân bón amoni nitrat. Đơn hàng này là của một công ty sản xuất thuốc nổ châu Phi phục vụ khai thác mỏ ở Mozambique. Ngày 21 tháng 11 năm 2013, con tàu cập cảng Beirut. Một số nguồn nói nó buộc phải neo đậu ở đó do sự cố kỹ thuật liên quan đến động cơ, còn một số nguồn khác khẳng định người chủ không đủ tiền để chi trả cho chuyến đi qua kênh đào Suez và định nhận một đơn hàng chở máy móc nặng tại Beirut. Số máy móc nặng đó được chồng lên trên cửa kho chứa amoni nitrat, khiến cánh cửa bị oằn đi và hư hại con tàu. Sau khi được lực lượng kiểm tra chính quyền cảng xem xét, Rhosus được coi là không thể tiếp tục hành trình và bị cấm ra khơi. Trên tàu có tám người Ukraine và một người Nga, và được một lãnh sự Ukraine giúp đỡ, năm công dân Ukraine được hồi hương, để bốn người kia ở lại con tàu.
Igor Grechushkin bị phá sản, và khi những người thuê tàu không còn quan tâm đến số hàng hóa, ông từ bỏ con tàu. Tàu Rhosus nhanh chóng hết đồ dự phòng, còn thủy thủ đoàn ở lại không thể lên bờ do quy định nhập cảnh. Các chủ nợ cũng nhận được ba lệnh bắt giữ con tàu từ chính quyền cảng địa. Các luật sư tranh luận cần để thủy thủ đoàn về nước, do mối nguy hiểm của số hàng hóa vẫn nằm trên tàu, và một thẩm phán tại Beirut cho phép họ hồi hương. Các thủy thủ này đã bị kẹt lại trên tàu suốt một năm.

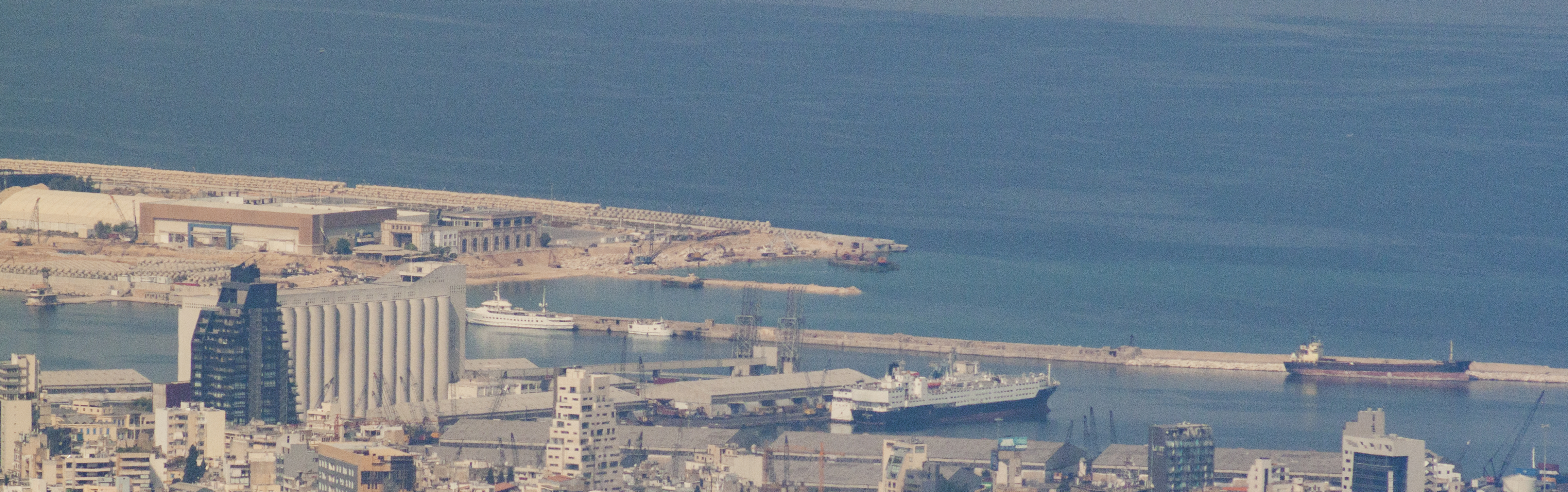
Tàu Rhosus (bên phải) neo tại Cảng Beirut năm 2017. Máy nâng hạt nằm ở bên trái, và một con tàu không xác định nằm ở giữa.

Theo lệnh của tòa, số hàng hóa nguy hiểm được đưa lên bờ năm 2014 và nằm tại nhà kho 12 ở cảng trong suốt sáu năm tiếp theo. Con tàu Rhosus chìm trong cảng tháng 2 năm 2018.
Nhiều viên chức hải quan, bao gồm Cục trưởng Hải quan Liban đương nhiệm Badri Daher, đã gửi đơn đến cơ quan hành pháp yêu cầu giải quyết số hàng hóa bị tịch thu, kiến nghị rằng số amoni nitrat có thể được xuất khẩu, trao cho quân đội Liban, hoặc bán cho Công ty Chất nổ Liban, một công ty tư nhân. Các lá đơn kiến nghị đã được gửi vào ngày 21 tháng 2, 27 tháng 6 và 5 tháng 12 năm 2014, ngày 6 tháng 5 năm 2015, ngày 20 tháng 5 và 13 tháng 10 năm 2016, và ngày 27 tháng 10 năm 2017. Một lá thư gửi năm 2016 nói chính quyền không phản hồi những kiến nghị trước đó, và "cầu xin":
Trước mối nguy hiểm của việc cất giữ số hàng hóa này tại nhà kho trong điều kiện khí hậu không phù hợp, chúng tôi khẳng định lại yêu cầu với các cơ quan hàng hải để tái xuất khẩu số hàng hóa này ngay lập tức để đảm bảo an toàn cho khu cảng và những người làm việc tại đó, hoặc xem xét việc bán chúng đi...

## Thông tin về vụ nổ
Chiều ngày 4 tháng 8 năm 2020, một ngọn lửa lớn xuất hiện ở Nhà kho 12 tại Cảng Beirut. Nhà kho 12 nằm cạnh silo hạt và chứa số amoni nitrat đã bị tịch thu từ chiếc MV Rhosus cùng với một lượng pháo hoa. Khoảng 17:55 giờ địa phương (14:55 UTC), một đội chín lính cứu hỏa và một nhân viên cứu thương được điều đi dập đám cháy. Khi đến nơi, đội ngũ chữa cháy báo rằng "có gì không ổn" khi ngọn lửa rất lớn và tạo ra "một âm thanh điên rồ ..."
Vụ nổ đầu tiên, vào khoảng 18:07 giờ địa phương (15:07 UTC), làm bốc lên một cột khói cùng những chớp sáng từ số pháo hoa trong kho. Vụ nổ thứ hai, xảy ra khoảng 33 đến 35 giây sau, lớn hơn rất nhiều, làm rung chuyển trung tâm Beirut và phóng ra một đám mây đỏ cam vào khí quyển, bao quanh bởi một đám mây ngưng tụ màu trắng trong chốc lát. Màu đỏ cam của đám khói xuất phát từ nitơ đioxide, một sản phẩm của quá trình phân hủy amoni nitrat. Vụ nổ thứ hai cảm nhận được ở Bắc Israel và Cộng hòa Síp, cách đó hơn 240 kilômét (150 dặm).
Mặc dù sóng xung kích từ vụ nổ truyền vào lòng đất kém hiệu quả, Cục Khảo sát Địa chất Hoa Kỳ vẫn ghi nhận vụ nổ là một trận động đất mạnh 3,3 độ Richter, còn Đài Quan sát Địa chấn Jordan ghi nhận vụ nổ mạnh tương đương một trận động đất 4,5 độ. Chuyên gia từ Đại học Sheffield ước tính vụ nổ là một trong các vụ nổ phi hạt nhân lớn nhất trong lịch sử. Vụ nổ tại Beirut có nhiều điểm giống với những thảm họa amoni nitrat khác tại Thiên Tân, Trung Quốc, năm 2015; hoặc tại Texas City, Hoa Kỳ, năm 1947. Đến sáng ngày 5 tháng 8, ngọn lửa chính đã được dập tắt.

### Nguyên nhân
Nguyên nhân của vụ nổ ban đầu không được xác định rõ ràng, Truyền thông nhà nước ban đầu nói vụ nổ diễn ra tại một nhà kho pháo hoa, trong khi những nguồn khác nói là tại một cơ sở cất giữ dầu hay hóa chất.
Có những nhà kho trong cảng chứa chất nổ và hóa chất bao gồm nitrat, thành phần thường thấy trong phân bón và chất nổ. Tổng cục trưởng Cục An ninh Liban, Thiếu tướng Abbas Ibrahim, nói vụ nổ xảy ra do amoni nitrat bị tịch thu từ con tàu Rhosus. Số amoni nitrat nặng 2.750 tấn có sức mạnh tương đương khoảng 1.155 tấn TNT (4.830 gigajun).
LBCI nói rằng, theo những người tham dự một cuộc họp Hội đồng Quốc phòng Cấp cao, ngọn lửa bắt đầu do những người thợ hàn một cánh cửa ở nhà kho. Một người từng làm việc tại cảng kể lại với tờ The Guardian: "Có 30 đến 40 bao ni lông chứa pháo hoa trong nhà kho 12".

## Thương vong
Sau vụ nổ, ít nhất 171 người đã được xác nhận là thiệt mạng và hơn 6.000 người bị thương, cùng với khoảng 30–40 người vẫn đang mất tích. Trong số đó, có hàng trăm người nước ngoài từ ít nhất 22 quốc gia.
Nazar Najarian, tổng thư ký của Đảng Kataeb, qua đời sau khi đầu bị tổn thương nghiêm trọng trong vụ nổ, và Kamal Hayek, chủ tịch của Électricité du Liban, công ty điện lực của nhà nước, đang trong tình trạng nguy kịch.
Đại sứ quán Việt Nam tại Ai Cập kiêm nhiệm Liban xác nhận có một công dân Việt Nam bị thương và đang được điều trị sau vụ nổ, có sức khỏe ổn định.

## Thiệt hại

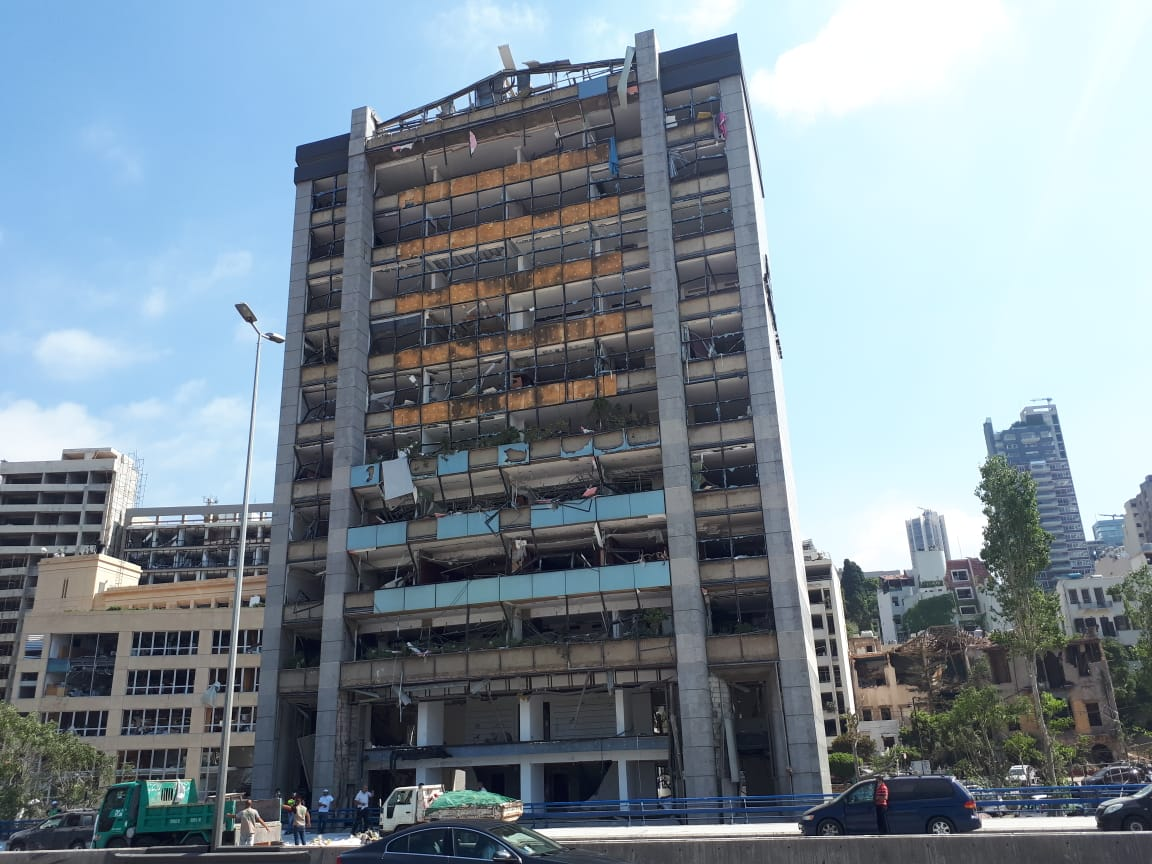
Một tòa nhà cao tầng và các tòa nhà bên cạnh chịu thiệt hại từ vụ nổ

Vụ nổ làm lật ô tô và lột lớp sơn phủ của những tòa nhà cao tầng. Trong khu cảng, vụ nổ phá hủy một phần đường bờ biển và để lại một miệng hố sâu hơn 43 m và đường kính khoảng 124 m. Số người bị mất nhà cửa lên đến hơn 300.000 người. Máy nâng hạt lớn thứ hai thành phố bị phá hủy, càng làm trầm trọng thêm tình trạng thiếu hụt lương thực do đại dịch COVID-19 và cuộc khủng hoảng tài chính ở nước này gây ra. Khoảng 15.000 tấn lương thực bị phá hủy, khiến kho dự trữ nước này chỉ còn đủ cho một tháng.
Ảnh hưởng của vụ nổ trải dài khắp Beirut, với tổng thiệt hại nhiều khả năng vượt quá 10 tỷ đô la Mỹ. Báo cáo cho biết 90% khách sạn trong thành phố bị hư hại. Cửa sổ của các tòa nhà khắp thành phố bị phá vỡ, và nhân chứng nói những ngôi nhà cách tâm nổ 10 kilômét (6 dặm) cũng bị hư hại.
Bảo tàng Sursock và các tác phẩm trưng bày tại đây bị hư hại, bao gồm một số đồ gốm. Trụ sở FIBA châu Á cũng bị thiệt hại nặng nề. Các đại sứ quán tại và xung quanh Beirut đều ghi nhận tình trạng hư hại ở mức độ khác nhau; đại sứ quán của Argentina, Hà Lan, Phần Lan, Cộng hòa Síp, và Úc, chịu thiệt hại nặng nề nhất do gần khu cảng, trong khi đại sứ quán các nước Bulgaria, Hàn Quốc, Hungary, Kazakhstan, Nga, Romania, và Thổ Nhĩ Kỳ cũng ghi nhận thiệt hại nhỏ.

### Bệnh viện
Ba bệnh viện bị phá hủy hoàn toàn, đồng thời hai bệnh viện khác cũng hư hại nặng. Hàng chục người bị thương được đưa đến các bệnh viện gần đó không thể nhập viện do hư hại cơ sở chữa trị.
Bệnh viện Saint George là một trong những cơ sở y tế lớn nhất thành phố, nằm cách xa tâm nổ chưa đầy 1 km. Nó chịu tổn tất nặng nề và buộc phải chữa trị cho bệnh nhân ở ngoài đường. Một số bệnh nhi ung thư bị thương bởi mảnh kính vỡ, và một số nhân viên của bệnh viện đã tử vong. Trong vài giờ, nó phải cho tất cả bệnh nhân xuất viện, một số được điều sang bệnh viện khác, và đóng cửa. Người đứng đầu bộ phận chăm sóc đặc biệt của bệnh viện, Bác sĩ Joseph Haddad, đã nói: "Không còn Bệnh viện St. George nữa. Nó đã sụp đổ, nó đã đổ nát... Nó đã bị phá hủy. Tất cả".
Nhân viên y tế nói kho dự trữ thuốc và vắc-xin chính của Liban nằm ở nhà kho nơi khu cảng. Một số người lo ngại về khả năng hư hại đến kho dự trữ. Các cơ sở chữa trị khắp Liban phụ thuộc vào "hàng trăm ngàn" liều thuốc ở nhà kho.

### Tàu thuyền
Du thuyền Orient Queen thả neo gần đó chịu thiệt hại nặng nề. Hai thủy thủ thiệt mạng, và bảy người bị thương. Con tàu lật trong đêm. Ngày 7 tháng 8, vụ kiện đầu tiên liên quan vụ nổ bắt đầu bởi chủ sở hữu con tàu, Abou Merhi Cruises, người có văn phòng cũng bị phá hủy trong vụ nổ.
Tàu corvette của Hải quân Bangladesh, BNS Bijoy, tham gia vào Lực lượng lâm thời Liên Hợp Quốc tại Liban, cũng bị hư hại. Con tàu nằm rất gần vị trí phát nổ.
Tàu chở gia súc Jouri, tàu chở hàng Raouf H nằm gần tâm nổ, tàu hàng Mero Star bị thiệt hại nặng nề. Hệ thống nhận dạng tự động (AIS) từ những con tàu này ngừng phát tiến hiệu thời điểm xảy ra vụ nổ. Tàu container CMA CGM Lyra cách địa điểm diễn ra vụ nổ 1,5 kilômét (0,93 mi) và không bị hư hại. Hai con tàu chở gia súc lớn, Abou Karim I và Abou Karim III, cũng chịu hư hại sau vụ nổ. Chúng nằm rất gần nhà kho 12, trung tâm của vụ nổ. Trong một bức ảnh sau khi vụ thảm họa xảy ra, chiếc Abou Karim I bị chìm và lật về phía chiếc Abou Karim III. Con tàu chở dầu ăn Amadeo II hoàn toàn bị phá hủy, những mảnh vỡ của đuôi tàu có thể thấy trôi dạt vào bờ.
Văn phòng của Hapag-Lloyd tại Beirut bị phá hủy. Văn phòng của CMA CGM, cách xa tâm nổ chỉ vài trăm mét, bị thiệt hại nặng nề. Một nhân viên tử vong, hai người bị thương nặng.

### Sân bay
Sân bay quốc tế Beirut Rafic Hariri, sân bay chính của thành phố nằm cách địa điểm vụ nổ 10 km, bị hư hại một phần khu vực nhà ga. Cửa và cửa sổ bị phá hủy, gạch lát trần bị rung chuyển bởi sóng xung kích, làm đứt đường dây điện. Tuy vậy, các chuyến bay vẫn tiếp tục diễn ra sau vụ nổ.

## Điều tra
Chính phủ đã thành lập ủy ban điều tra chính thức, dẫn đầu bởi Thủ tướng Diab, và sẽ đưa báo cáo cho Hội đồng Bộ trưởng Liban trước ngày 11 tháng 8 năm 2020. Ủy ban bao gồm thẩm phán tối cao, bộ trưởng nội vụ và quốc phòng, và lãnh đạo của bốn cơ quan an ninh chính: Quân đội, Tổng cục An ninh, Lực lượng An ninh Nội địa và Cơ quan An Ninh Quốc gia. Cuộc điều tra nhằm mục đích xác minh vụ nổ là tai nạn do sơ suất, hay gây ra bởi một quả bom hay sự can thiệp từ bên ngoài khác. Tổng thống Aoun bác bỏ lời kêu gọi cho một cuộc điều tra quốc tế từ lãnh đạo các nước.
Ngày 5 tháng 8 năm 2020, giới chức Liban ra lệnh quản thúc tại gia đối với 16 quan chức cảng vụ Beirut chịu trách nhiệm cất giữ và an ninh hàng hóa từ 2014, dưới sự quản lý của quân đội, chờ cuộc điều tra nguyên nhân vụ nổ. Đến ngày 8 tháng 8, Cục trưởng Hải quan Liban Badri Daher, cựu Cục trưởng Hải quan Liban Shefik Mari và trưởng quản lý cảng Beirut Hassan Koraytem đã bị bắt giữ.

## Nỗ lực giải cứu

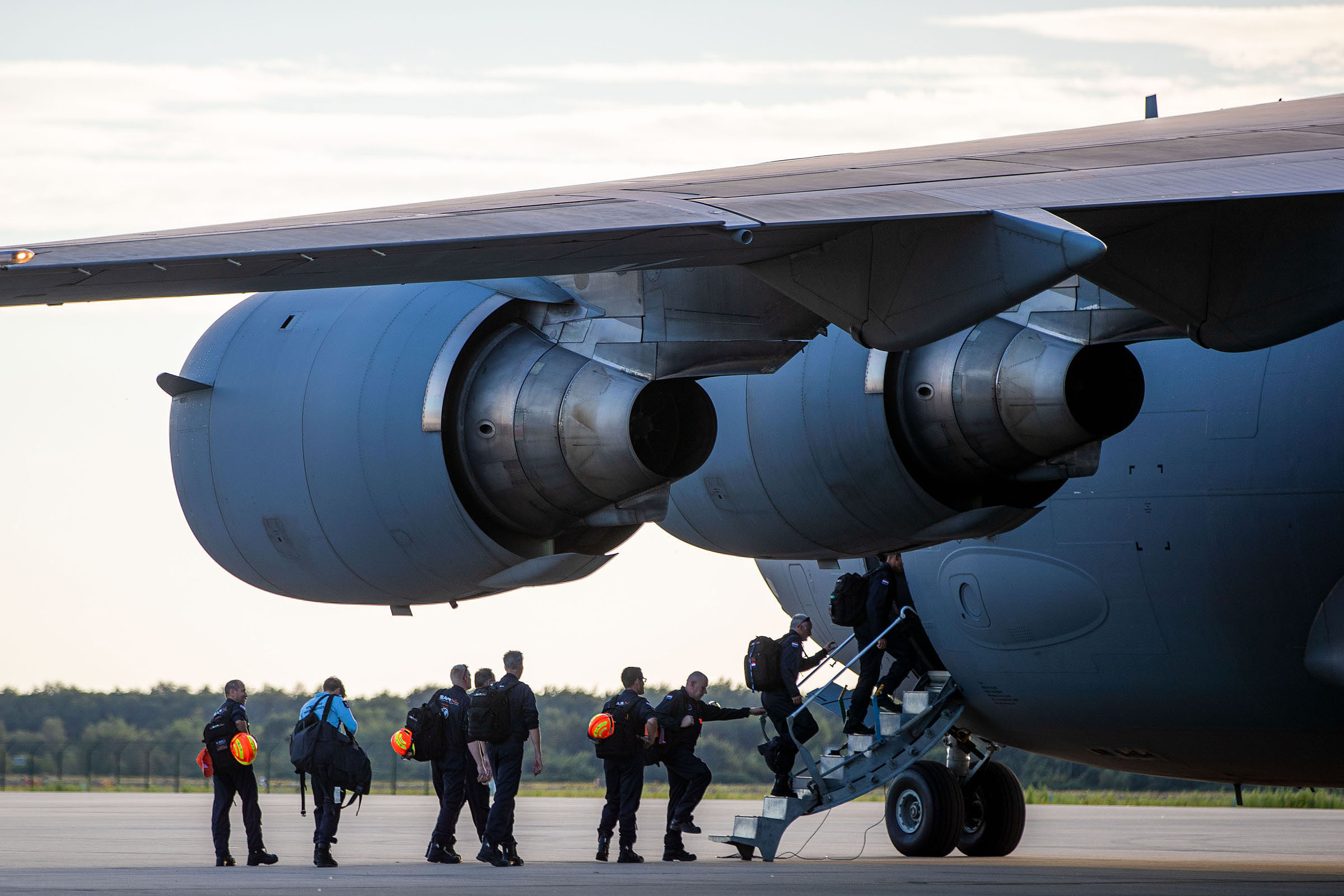
Lực lượng tìm kiếm cứu nạn từ Hà Lan đến Beirut ngày 5 tháng 8

Hội Chữ Thập đỏ Liban nói tất cả xe cứu thương có sẵn từ Bắc Liban, Bekaa, và Nam Liban đã đến Beirut để giải cứu nạn nhân. Theo cơ quan này, tổng cộng 75 xe cấp cứu và 375 lính cứu thương được điều động để ứng phó với vụ nổ. Tổng thống Liban Michel Aoun nói chính phủ sẽ chi ra 100 tỷ bảng Liban (66 triệu đô la Mỹ) cho các nỗ lực cứu hộ và khôi phục. Ứng dụng chia sẻ xe Careem cho những chuyến xe miễn phí đến và đi từ bệnh viện và các trung tâm hiến máu cho bất kỳ ai có nhu cầu. Các tình nguyện viên dỡ bỏ đống mảnh vụn còn các chủ doanh nghiệp địa phương đề xuất sửa chữa các tòa nhà bị hư hại miễn phí khi mà chưa có một chiến dịch dọn dẹp từ nhà nước.
Bộ trưởng Y tế Hamad Hasan kêu gọi cộng đồng quốc tế hỗ trợ Liban; một vài quốc gia đã đáp lại lời kêu gọi bằng việc gửi thức ăn, thiết bị y tế, bệnh viện dã chiến, nhân viên y tế, và các đội giải cứu. Một lượng lớn các quốc gia đã cam kết số tiền hỗ trợ tổng cộng khoảng 300 triệu USD. Số tiền này sẽ không được gửi cho chính phủ Liban mà sẽ dùng để hỗ trợ người dân Liban qua Liên Hợp Quốc, các tổ chức quốc tế và tổ chức phi chính phủ khác.

## Phản ứng

### Trong nước
Thủ tướng Liban, Hassan Diab, tuyên bố ngày 5 tháng 8 năm 2020, một ngày sau khi vụ nổ diễn ra, sẽ là ngày tưởng niệm quốc gia. Chính phủ Liban ban bố tình trạng khẩn cấp kéo dài hai tuần. Tổng thống Aoun nói chính phủ sẽ hỗ trợ những người bị mất nhà cửa, và Bộ Y tế sẽ chi trả viện phí cho những người bị thương sau vụ nổ. Marwan Abboud, thống đốc Beirut, nói ông đến hiện trường để tìm kiếm những người lính cứu hỏa đã cố dập đám cháy trước khi vụ nổ thứ hai xảy ra. Ông khóc trên sóng truyền hình, gọi vụ việc là "một thảm họa quốc gia". Cùng ngày diễn ra vụ nổ, Hezbollah gửi "lời chia buồn sâu sắc nhất trước bi kịch của quốc gia" và nói cuộc khủng hoảng cần "sự đoàn kết của tất cả người dân Liban". Mohammad Raad, người lãnh đạo heads Hezbollah trong Nghị viện Liban, cũng kêu gọi "sự hợp tác tích cực" nhằm xác minh nguyên nhân vụ việc và thực thi công lý. Nhóm này cũng khởi xướng một chiến dịch hiến máu vào ngày 5 tháng 8.
Nhiều thành viên Nghị viện Liban từ chức phản đối, bao gồm Marwan Hamadeh, Paula Yacoubian, cả ba nghị sĩ Đảng Kataeb, Neemat Frem, Michel Moawad, Dima Jamali, và Henri Helou. Đại sứ Liban tại Jordan Tracy Chamoun cũng từ chức. Đêm ngày 6 tháng 8, biểu tình chống chính phủ bắt đầu từ tháng 10 năm trước lại tiếp tục, với hàng chục người biểu tình tụ tập ở tòa nghị viện kêu gọi các viên chức Liban từ chức. Ngày 8 tháng 8, Diab đề xuất bầu cử sớm, nói rằng đó là cách duy nhất quốc gia này thoát khỏi khủng hoảng.
Ngày 9 tháng 8, Bộ trưởng Bộ Thông tin, Manal Abdel Samad và Bộ trưởng Bộ Môi trường, Damianos Kattar từ chức, là những quan chức chính phủ đầu tiên từ chức sau vụ nổ. Ngày 10 tháng 8, Bộ trưởng Bộ Tư pháp, Marie-Claude Najm, cũng từ chức, theo sau bởi toàn bộ nội các Liban. Không lâu sau đó, Thủ tướng Liban Hassan Diab cũng rời chức vụ của mình. Tổng thống Michel Aoun chấp nhận sự từ chức của nội các và Thủ tướng, và kêu gọi mọi người giữ vai trò tạm quyền cho đến khi nội các mới được thành lập.

### Phản ứng quốc tế

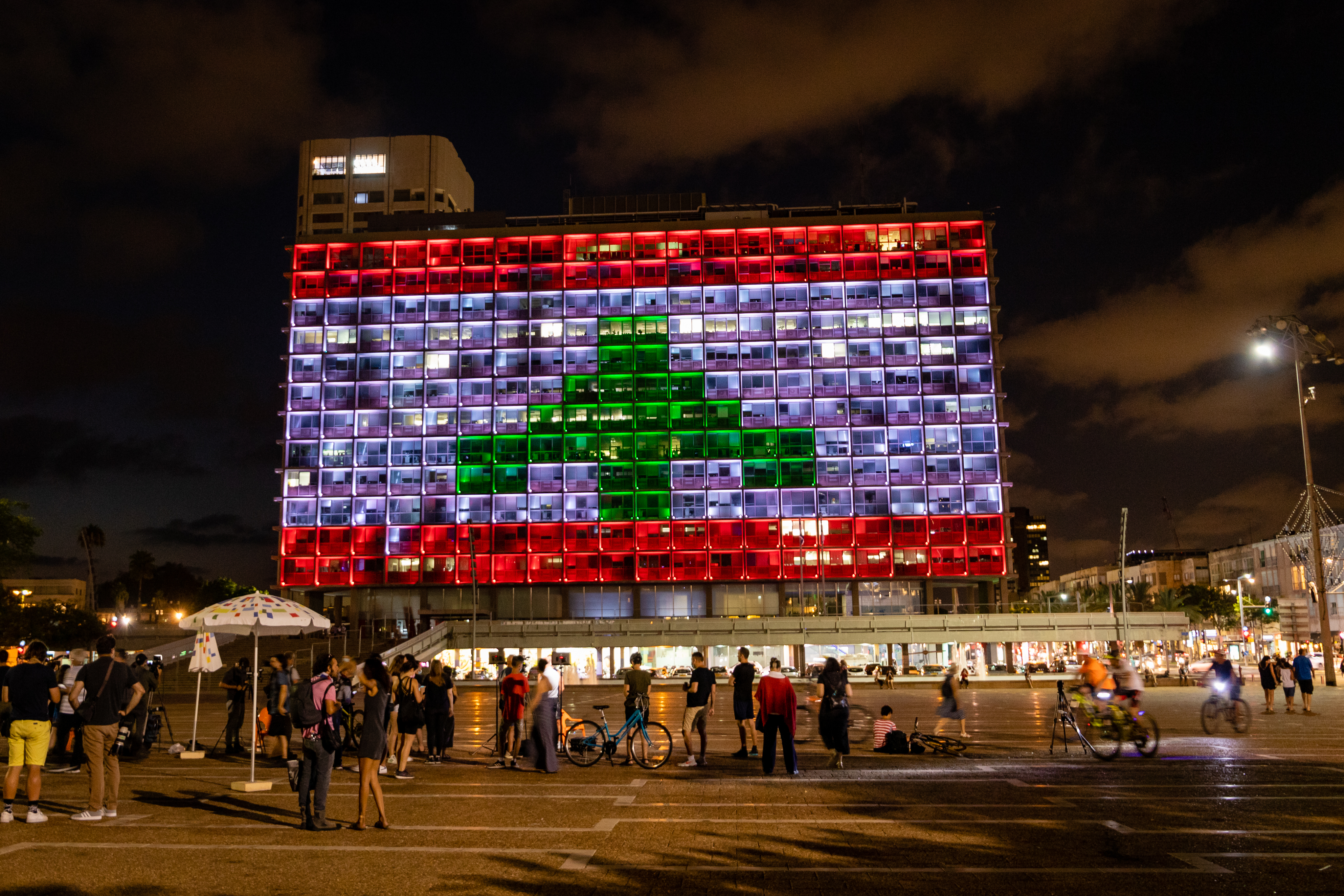
Tòa thị chính Tel Aviv, ngày 5 tháng 8 năm 2020

Đại diện của nhiều quốc gia và Liên Hợp Quốc (UN), gửi lời chia buồn. Ngoài những nước đã hỗ trợ, một số quốc gia ngỏ lời giúp đỡ. Đáng chú ý, Israel đề nghị hỗ trợ qua các kênh UN, một bước đi mà Al Jazeera English gọi là "bất thường" khi mà Israel và Liban không có quan hệ ngoại giao và thậm chí đang trong chiến tranh. Mặc dù nhiều năm của cuộc xung đột Israel–Liban, bao gồm chiến tranh Liban 2006, cả Israel và viên chức Hezbollah lâu năm bác bỏ khả năng Israel có liên quan đến vụ nổ.
Một số quốc gia thể hiện sự đoàn kết cùng người dân Liban bằng cách thắp sáng các địa danh và tượng đài theo màu quốc kỳ Liban, trong đó có Tòa thị chính của Tel Aviv, Tháp Eiffel tại Paris tắt đèn vào đêm, còn cờ tại trụ sở của Liên đoàn Ả Rập ở Cairo được treo rủ nhằm tưởng niệm các nạn nhân của vụ nổ. Một số thành viên cánh hữu của Israel chỉ trích việc thể hiện cờ Liban, một "nước thù địch", tại Tel Aviv. Tại Liban cũng có một số phản ứng tiêu cực trước hành động của Israel.
Hiến chương Quốc tế về Không gian và các Thảm họa lớn được kích hoạt ngày 5 tháng 8, cho phép sử dụng rộng rãi tài nguyên vệ tinh tư nhân, quốc gia và quốc tế cho mục đích nhân đạo. Tổng thống Pháp Emmanuel Macron đích thân thăm Beirut ngày 6 tháng 8 và cam kết hỗ trợ nạn nhân của vụ nổ. Ông là nguyên thủ quốc gia ngoại quốc đầu tiên đến thăm thành phố này sau thảm họa.